# Laurenzana
Laurenzana (Laurënzànë in dialetto lucano) è un comune italiano di 1 550 abitanti della provincia di Potenza in Basilicata.

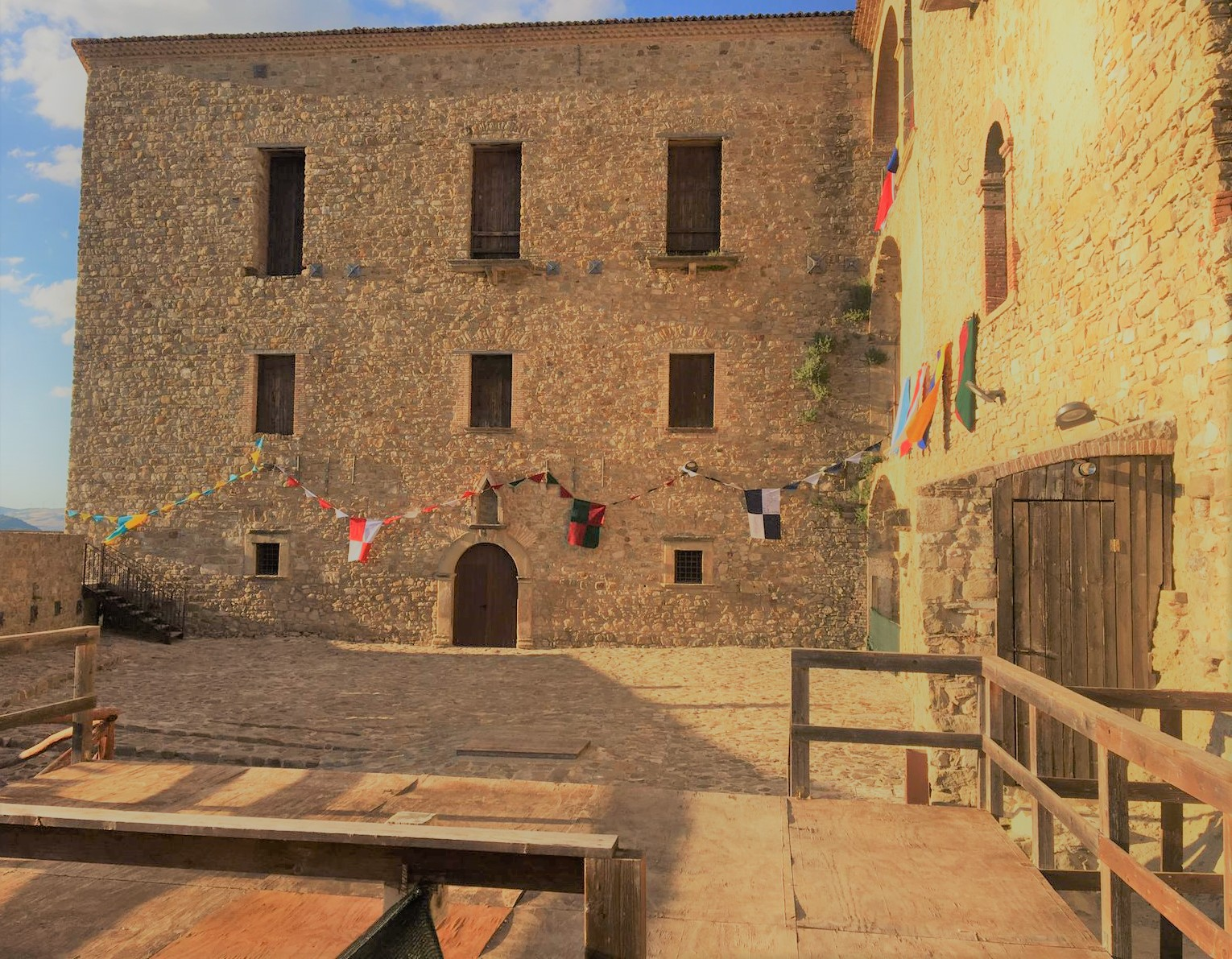
Castello di Laurenzana visto dall'interno, sulle mura sono presenti gli stendardi delle contrade in occasione del palio carmelitano

## Geografia fisica
Sorge a 850 m s.l.m. nella parte centro-orientale della provincia.
Confina con i comuni di Anzi (13 km), Calvello (15 km), Corleto Perticara (17 km), Castelmezzano (18 km), Pietrapertosa (20 km) e Viggiano (24 km).

## Storia
Laurenzana come molti paesi della Basilicata affonda le sue origini nel medioevo, quando ragioni difensive portano allo svilupparsi del primo insediamento intorno alla rupe. La successiva crescita avviene intorno ai due poli costituiti dalla Chiesa madre dell'Assunzione di Maria Vergine e dal Castello. Le prime fonti documentarie risalgono al periodo normanno. In epoca successiva, gli Angioini, apportarono notevoli cambiamenti sia al castello sia al centro abitato, che viene per la prima volta racchiuso da una cinta muraria munita di torri rotonde scarpate. Nel 1268, i suoi abitanti parteciparono alla rivolta ghibellina. Nel periodo aragonese fu posseduta dalla famiglia Orsini del Balzo, successivamente fu dominata da altre famiglie feudatarie come i Loffredo, i Filangieri e infine i Quarto.
Solo nel XVII secolo, in conseguenza della crescita urbana e degli scambi commerciali, le torri della cinta muraria vengono assorbite nel tessuto urbano e riutilizzate per uso civile. L'organismo urbano si sviluppò successivamente, lungo il percorso di crinale, dove sorsero i maggiori palazzi della borghesia.

### Il terremoto del 1857
Il terremoto del 16 Dicembre 1857 fu uno dei sisma più devastanti che ha colpito la Basilicata, poiché altissimo fu il numero di vittime e ingenti i danni arrecati al patrimonio costruito. Il Catalogo Parametrico dei Terremoti Italiani classifica questo terremoto con un'intensità epicentrale pari al grado XI della scala Mercalli. Viene ricordato anche perché fu il primo ad essere foto-documentato. Per la prima volta, quale aggregato alla spedizione dello scienziato Robert Mallet, ci fu un professionista dell'immagine francese, Alphonse Bernaud. Con una voluminosa macchina fotografica, realizzò una rappresentazione visiva dei danni, dove arrivare non era facile.
Molti edifici pubblici crollarono del tutto, come la caserma e l’edificio della cancelleria comunale, anche se i documenti dell’archivio furono salvati e trasferiti nell’edificio che ospitava un carcere correzionale, vuoto al momento del terremoto. Nella demolizione degli edifici pericolanti, rientrò anche il campanile della chiesa del Carmine e delle torri del castello ex-feudale che, molto probabilmente, ubicava un orologio recuperato tra le macerie. 
Il patrimonio architettonico religioso subì molti danni e solo la chiesa di San Giorgio rimase illesa. La Chiesa Madre fu interessata da molti lavori di restauro, quali la muratura sopra gli archi della navata centrale, la volta del cappellano e la ripavimentazione delle tre navate, perché il pavimento in mattoni fu in parte spaccato dalle scosse. Anche il campanile crollò per la metà, mentre la cappella del Loreto crollò completamente. Il Convento necessitò di notevoli lavori di ristrutturazione. Due anni dopo il terribile sisma, nel dicembre del 1859, quasi tutti i lavori previsti erano stati completati.

### Castello
Il castello domina l'intero borgo dalla sommità della rupe dove fu costruito come punto di guardia della valle del fiume Camastra, viene datato ad età normanna tuttavia il sito fu interessato da interventi di fortificazione ad opera dei Longobardi e dei bizantini diventando, inoltre, un avamposto arabo. Al signore di Laurenzana Raimondo Orsini de Balzo in carica dal 1483 si deve il rifacimento, la trasformazione in residenza baronale, l'ampliamento del sito e la costruzione della rampa d'accesso al portale principale. Successivamente la famiglia dei Loffredo introdusse  lo stemma araldico di tre monti sulla cui sommità svettava una stella con sei raggi, il quale sostituì il precedente stemma comunale raffigurante San Lorenzo con la graticola.

## Società

### Evoluzione demografica
Abitanti censiti

## Infrastrutture e trasporti
- Strada statale 92 dell'Appennino meridionale
- i trasporti interurbani vengono svolti con autoservizi di linea gestiti da COTRAB.

## Cultura

### Cucina
Tra i piatti tipici vi sono le patate alla laurenzanese ("patate abbrazzat”), una sorta di patate ripiene di uovo, salsiccia, formaggio e rafano. Tipica è anche la nuglia di Laurenzana, riconosciuta prodotto agroalimentare tradizionale lucano.

## Amministrazione
| Periodo        | Periodo        | Primo cittadino    | Partito      | Carica  | Note |
| -------------- | -------------- | ------------------ | ------------ | ------- | ---- |
| 23 aprile 1995 | 13 giugno 1999 | Giovanni Cafarelli | L'Ulivo      | Sindaco |      |
| 13 giugno 1999 | 12 giugno 2004 | Rocco Martoccia    | Lista civica | Sindaco |      |
| 12 giugno 2004 | 7 giugno 2009  | Rocco Martoccia    | Lista civica | Sindaco |      |
| 7 giugno 2009  | 26 maggio 2014 | Domenico Urga      | Lista civica | Sindaco |      |
| 26 maggio 2014 | 27 maggio 2019 | Michele Ungaro     | Lista civica | Sindaco |      |
| 27 maggio 2019 | 10 giugno 2024 | Michele Ungaro     | Lista civica | Sindaco |      |
| 10 giugno 2024 | in carica      | Giuseppe Trivigno  | Lista civica | Sindaco |      |

### Gemellaggi
- Barberino di Mugello